# امقرية (الوضيع)

تعديل مصدري - تعديل

امقريه هي إحدى قرى عزلة  الوضيع بمديرية الوضيع التابعة لمحافظة أبين، بلغ تعداد سكانها 86 نسمة حسب تعداد اليمن لعام 2004.